# Bracon exhilarator
Bracon exhilarator es una especie de avispa parasitoide del género Bracon y la familia Braconidae. Descrito por primera vez por Nees en 1834.

## Historia
Fue descrita científicamente por primera vez en el año 1834 por Christian Gottfried Daniel Nees von Esenbeck.
La especie se divide en las siguientes subespecies:
- B. e. varicoloris

- B. e. polonicella